# Роб Кид
Роб Кид (на английски: Rob Kidd) е общ псевдоним на „Disney Press“ за публикуване на приключенски романи, свързани с франчайзинга „Карибски пирати“. Псевдонимът е използван от писателите Елизабет Бразуел и Туи Съдърланд.
Според литературната легенда Роб Кид е прапрапрапраправнук на известния пират Трикси Дилейни, който е плавал заедно с легендарния пират капитан Джак Спароу. Разказите му са предавани от уста на уста и той още пази плесенясал стар калъф, принадлежащ на баба му, в който има пиратски принадлежности вдъхновили го да разкаже историите на пиратските времена. Живее на голям остров южната част на щата Ню Йорк, но прекарва по-голямата част от времето си в морето на борда на яхтата си.
Романите от поредицата са публикувани в периода 2006-2008 г.
Втората поредица „Бретрън Корт“ от 2008-2010 г. представя истории случили се тринадесет години преди първият филм от поредицата „Карибски пирати: Проклятието на Черната перла“.

## Произведения

### Серия „Карибски пирати: Джак Спароу“ (Pirates of the Caribbean: Jack Sparrow)
1. The Coming Storm (2006)
Надвисналата буря, изд. „Егмонт България“, София (2007), прев. Емилия Л. Масларова
2. The Siren Song (2006)
Песента на сирените, изд. „Егмонт България“, София (2007), прев. Емилия Л. Масларова
3. The Pirate Chase (2006)
Преследването на пирата, изд. „Егмонт България“, София (2007), прев. Емилия Л. Масларова
4. The Sword of Cortes (2006)
Мечът на Кортес, изд. „Егмонт България“, София (2007), прев. Емилия Л. Масларова
5. The Age of Bronze (2006)
Бронзовият век, изд. „Егмонт България“, София (2007), прев. Емилия Л. Масларова
6. Silver (2007)
Сребърният талисман, изд. „Егмонт България“, София (2007), прев. Емилия Л. Масларова
7. City of Gold (2007)
Градът на златото, изд. „Егмонт България“, София (2007), прев. Емилия Л. Масларова
8. The Timekeeper (2007)
Тайнственият часовник, изд. „Егмонт България“, София (2007), прев. Емилия Л. Масларова
9. Dance of the Hours (2007)
Танцът на часовете, изд. „Егмонт България“, София (2007), прев. Емилия Л. Масларова
10. Sins of the Fathers (2008)
11. Poseidon's Peak (2008)
12. Bold New Horizons (2008)

- The Tale of Billy Turner and Other Stories (2009) – сборник

### Серия „Легенди от Бретрън Корт“ (Legends of the Brethren Court)
1. The Caribbean (2008)
2. Rising In The East (2008)
3. The Turning Tide (2009)
4. Wild Waters (2009)
5. Day of the Shadow (2010)